# Kasparyania honesta
Kasparyania honesta là một loài tò vò trong họ Ichneumonidae.